# Pneumoperitoneum
Pneumoperitoneum is pneumatose (abnormale aanwezigheid van lucht of ander gas) in de peritoneale holte, een potentiële ruimte in de buikholte. De meest voorkomende oorzaak is een geperforeerde buikviscus, over het algemeen een geperforeerde maagzweer, hoewel elk deel van de darm kan worden geperforeerd door goedaardige zweren, een tumor of een buikstrauma. Een geperforeerde appendix veroorzaakt zelden een pneumoperitoneum.
In het midden van de twintigste eeuw werd een 'kunstmatige' pneumoperitoneum soms opzettelijk toegediend als een behandeling voor een hiatale hernia. Dit werd bereikt door de buik te insuffleren met kooldioxide. De praktijk wordt momenteel gebruikt door chirurgische teams om laparoscopische chirurgie te verrichten.

## Oorzaken
- Geperforeerde duodenale zweer
De meest voorkomende oorzaak  van een scheur in de maag. Vooral van het voorste aspect van het eerste deel van het duodenum.
- Geperforeerde maagzweer
- Darmobstructie
- Gescheurde divertikel
- Gescheurde ontstekingsdarmziekte
- Necrotising enterocolitis/Pneunatosis Coli[1]
- Darmkanker
- Ischemische darm
- Steroïden